# Ånge
För andra betydelser, se Ånge (olika betydelser).
Ånge är en tätort i västra Medelpad och centralort i  Ånge kommun, Västernorrlands län.
Ånge ligger vid Ljungan och Riksväg 83 och är en järnvägsknut där Mittbanan och Norra stambanan möts. Av den anledningen fanns tidigare i Ånge en av Postens större sorteringscentraler.
Den Ångströmska släkten, med bland andra vetenskapsmannen Anders Ångström, härstammar från skattebonden Anders Persson i Ånge.

## Historia

### Administrativa tillhörigheter
Orten Ånge är belägen i Borgsjö socken och ingick efter kommunreformen 1862 i Borgsjö landskommun. Ånge köping bildades 1946 genom en utbrytning ur landskommunen. Köpingskommunen uppgick 1971 i Ånge kommun där Ånge sedan dess är centralort.
I kyrkligt hänseende har orten till 2010 hört till Borgsjö församling, därefter till Borgsjö-Haverö församling.
Orten ingick till 1914 i Torps tingslag och därefter till 1965 i Medelpads västra domsagas tingslag och sedan till 1971 i Medelpads domsagas tingslag. Under 1971 ingick Ånge i Medelpads domsaga och sedan 1972 ingår Ånge i Sundsvalls domsaga.

### Befolkningsutveckling
| Befolkningsutvecklingen i Ånge 1960–2020 | Befolkningsutvecklingen i Ånge 1960–2020 | Befolkningsutvecklingen i Ånge 1960–2020 | Befolkningsutvecklingen i Ånge 1960–2020 | Befolkningsutvecklingen i Ånge 1960–2020 |
| ---------------------------------------- | ---------------------------------------- | ---------------------------------------- | ---------------------------------------- | ---------------------------------------- |
|                                          |                                          |                                          |                                          |                                          |
| År                                       |                                          |                                          | Folkmängd                                | Areal (ha)                               |
| 1960                                     | 1960                                     |                                          | 3 942                                    |                                          |
| 1965                                     | 1965                                     |                                          | 3 858                                    |                                          |
| 1970                                     | 1970                                     |                                          | 3 874                                    |                                          |
| 1975                                     | 1975                                     |                                          | 3 760                                    |                                          |
| 1980                                     | 1980                                     |                                          | 3 624                                    |                                          |
| 1990                                     | 1990                                     |                                          | 3 387                                    | 354                                      |
| 1995                                     | 1995                                     |                                          | 3 301                                    | 361                                      |
| 2000                                     | 2000                                     |                                          | 3 057                                    | 361                                      |
| 2005                                     | 2005                                     |                                          | 2 956                                    | 362                                      |
| 2010                                     | 2010                                     |                                          | 2 872                                    | 360                                      |
| 2015                                     | 2015                                     |                                          | 2 889                                    | 382                                      |
| 2020                                     | 2020                                     |                                          | 2 769                                    | 381                                      |
|                                          |                                          |                                          |                                          |                                          |

## Sport
Brännbollsturneringen Träslaget är sedan 1994 är ett årligt återkommande inslag i Ånge, och en av Sveriges största turneringar.[källa behövs] Träslaget startades 1994 av Emanuel Hjertzén, Håkan Strandell, Mikael Swedbäck Johansson och Pär Johansson. Arrangör är numera Ånge IK. Turneringen brukar gå av stapeln helgen efter brännbollscupen i Umeå.

## Näringsliv
Banken Nordea hade kontor i Ånge fram till år 2011 när det lades ner. Den 30 november 2018 stängde även Swedbank sitt kontor. Därefter var Handelsbanken den enda banken med fysiskt kontor i Ånge.
Klädbutiken Jiges har funnits på orten sen "Lingonkungen" Johan Gustav Jansson öppnade sin butik den 28 mars 1950. På våningen ovanför drivs numera även ett modemuseum av butikens nuvarande ägare.
SJ:s kundservice är placerad i Ånge.

## Kända profiler från Ånge
Se även personer från Ånge
- Musikgruppen Takida
- Musikgruppen The Citadel
- Musikgruppen The Grand Opening
- Musikgruppen Corroded
- Musikgruppen Stiftelsen
- Ishockeyspelaren Samuel Påhlsson
- Ishockeyspelaren Elias Pettersson
- Ishockeyspelaren Emil Pettersson
- Musikern Göran Månsson
- Politikern, statsrådet Håkan Winberg
- Skidåkerskan, TV-profilen Johanna Ojala
- Lars Lagerbäck, förbundskapten fotboll